# NGC 4052
NGC 4052 ist ein Offener Sternhaufen vom Trumpler-Typ II1p im Sternbild Kreuz des Südens. Er hat eine Winkelausdehnung von 10,0' und eine scheinbare Helligkeit von 8,8 mag. 
Das Objekt wurde am 8. März 1837 von John Herschel entdeckt.